# 2025年中国国民党主席選挙
2025年中国国民党主席選挙（2025ねんちゅうごくこくみんとうしゅせきせんきょ、繁: 2025年中國國民黨主席選舉）は、2025年（民国114年）9月に行われる予定の、中国国民党主席（第12期）を選出する選挙である。全党員による直接選挙の方式を採用している。

## 出馬を公表した人物
- 孫健萍（中国語版）（党中央委員会常務委員（中国語版））[1]
- 卓伯源（中国語版）（元立法委員・彰化県長）[2]
- 張亜中（中国語版）（孫文学校（中国語版）総校長）[3]

## 出馬が噂されている人物
- 盧秀燕（台中市長）[4]
- 朱立倫（現任の党主席）[5]